# Ролстон, Стив
Стив Ролстон (англ. Steve Ralston; род. 14 июня 1974, Оквилл, штат Миссури) — американский футболист, выступавший на позиции полузащитника. Ролстон в настоящее время — лидер MLS по голевым передачам (135). На момент его ухода из спорта Ролстон был также рекордсменом MLS по числу игр (378), игр в стартовом составе (372) и минутам, проведённым на поле (33143).

## Карьера игрока

### Клубная карьера
Ролстон, игравший в студенческой команде Флоридского международного университета, на драфте колледжей MLS 1996 года был выбран 18-м по счёту клубом «Тампа-Бэй Мьютини». Ролстон стал первым игроком MLS, который получил награду Новичок года. Ролстон играл за «Мьютини» в течение шести лет, покинув команду только после того как она была расформирована в 2002 году. Он является лидером «Тампа-Бэй» по количеству игр (177). Затем он присоединился к «Нью-Инглэнд Революшн». В свой первый год с «Революшн» Ролстон лидировал в лиге по передачам (19). За тринадцать лет в лиге он забил 76 голов и отдал 135 передач в 378 матчах регулярного сезона, плюс три гола и пять результативных передач в 30 матчах плей-офф. Он в течение нескольких сезонов с «Революшн» был капитаном команды.
Вскоре после ухода из «Нью-Инглэнд» Ролстон стал первым подписанием нового клуба из Второго дивизиона USSF, «Эй Си Сент-Луис». Ролстон был одним из ключевых полузащитников команды и помощником главного тренера Клода Анелька.
После того как у «Сент-Луиса» начались финансовые трудности, Ролстон покинул команду по обоюдному согласию и сразу же присоединился к своему бывшему клубу, «Нью-Инглэнд Революшн».
В первом же матче Ролстона за «Нью-Инглэнд Революшн» после возвращения он перенёс вывих локтя. В июле 2010 года он объявил о своём уходе со спорта.

### Карьера в сборной
Ролстон сыграл за сборную Соединённых Штатов 36 раз в течение 11-летнего периода и забил 4 гола. Его дебют состоялся 17 января 1997 года в матче против Перу. С командой он дважды выигрывал Золотой кубок КОНКАКАФ. Он никогда не попадал в состав на чемпионат мира по футболу.
У Ролстона был перерыв в играх за сборную США в 2005 году, на тот момент у него в активе было 15 матчей. Он забил победный гол в отборочном матче чемпионата мира против Мексики 3 сентября 2005 года. Победа для Соединённых Штатов означала выход на чемпионат мира по футболу 2006. Несмотря на успешные выступления за сборную в 2005 году, он был зачислен лишь в качестве альтернативы для США на чемпионат мира.

## Тренерская карьера
После подписания контракта с «Сент-Луисом» он был назначен новым помощником тренера клуба. В июле 2010 года Ролстон стал помощником тренера «Хьюстон Динамо», своего бывшего товарища по «Тампа-Бэй Мьютини» Доминика Киннира. 6 января 2015 года Ролстон перешёл вместе с Кинниром в «Сан-Хосе Эртквейкс». Он ассистировал и двум следующим тренерам «Сан-Хосе» — Крису Литчу и Микаэлю Старе. После увольнения последнего 17 сентября 2018 года Ролстон был назначен исполняющим обязанности главного тренера клуба на оставшиеся шесть матчей регулярного чемпионата.

## Личная жизнь
Ролстон женат на Рейчел, пара имеет двух дочерей и одного сына.

## Достижения

### Клубные
«Тампа-Бэй Мьютини»
- Победитель регулярного чемпионата MLS: 1996

 «Нью-Инглэнд Революшн»
- Обладатель Открытого кубка США: 2007

 сборная США
- Обладатель Золотого кубка КОНКАКАФ: 2005, 2007

### Индивидуальные
- Новичок года в MLS: 1996
- Приз честной игры MLS: 1999, 2000, 2009
- Член символической сборной MLS: 1999, 2000, 2002
- Участник Матча всех звёзд MLS: 1997, 2000

## Статистика выступлений
| Выступление          | Выступление      | Выступление      | Лига | Лига | Плей-офф | Плей-офф | Итого | Итого |
| Клуб                 | Лига             | Сезон            | Игры | Голы | Игры     | Голы     | Игры  | Голы  |
| -------------------- | ---------------- | ---------------- | ---- | ---- | -------- | -------- | ----- | ----- |
| Тампа-Бэй Мьютини    | MLS              | 1996             | 31   | 7    | 5        | 1        | 36    | 8     |
| Тампа-Бэй Мьютини    | MLS              | 1997             | 29   | 5    | 1        | 0        | 30    | 5     |
| Тампа-Бэй Мьютини    | MLS              | 1998             | 30   | 5    | —        | —        | 30    | 5     |
| Тампа-Бэй Мьютини    | MLS              | 1999             | 32   | 5    | 2        | 0        | 34    | 5     |
| Тампа-Бэй Мьютини    | MLS              | 2000             | 30   | 5    | 2        | 0        | 32    | 5     |
| Тампа-Бэй Мьютини    | MLS              | 2001             | 25   | 7    | —        | —        | 25    | 7     |
| Тампа-Бэй Мьютини    | Итого            | Итого            | 177  | 34   | 10       | 1        | 187   | 35    |
| Нью-Инглэнд Революшн | MLS              | 2002             | 27   | 5    | 7        | 1        | 34    | 6     |
| Нью-Инглэнд Революшн | MLS              | 2003             | 26   | 4    | 3        | 0        | 29    | 4     |
| Нью-Инглэнд Революшн | MLS              | 2004             | 30   | 7    | 3        | 1        | 33    | 8     |
| Нью-Инглэнд Революшн | MLS              | 2005             | 21   | 1    | 4        | 0        | 25    | 1     |
| Нью-Инглэнд Революшн | MLS              | 2006             | 30   | 6    | 3        | 0        | 33    | 6     |
| Нью-Инглэнд Революшн | MLS              | 2007             | 26   | 4    | 4        | 0        | 30    | 4     |
| Нью-Инглэнд Революшн | MLS              | 2008             | 21   | 8    | 0        | 0        | 21    | 8     |
| Нью-Инглэнд Революшн | MLS              | 2009             | 20   | 7    | 0        | 0        | 20    | 7     |
| Нью-Инглэнд Революшн | Итого            | Итого            | 201  | 42   | 24       | 2        | 225   | 44    |
| Эй Си Сент-Луис      | USSF D2          | 2010             | 2    | 0    | —        | —        | 2     | 0     |
| Эй Си Сент-Луис      | Итого            | Итого            | 2    | 0    | —        | —        | 2     | 0     |
| Нью-Инглэнд Революшн | MLS              | 2010             | 1    | 0    | —        | —        | 1     | 0     |
| Нью-Инглэнд Революшн | Итого            | Итого            | 1    | 0    | —        | —        | 1     | 0     |
| Всего за карьеру     | Всего за карьеру | Всего за карьеру | 381  | 76   | 34       | 3        | 415   | 79    |